# Mein Vietnam
Mein Vietnam ist ein Dokumentarfilm der vietnamesisch-deutschen Regisseurin Thi Hien Mai und dem deutschen Regisseur Tim Ellrich. Der Film porträtiert die Lebensrealität eines vietnamesischen Ehepaares in Deutschland. Der Film entstand an der Filmakademie Baden-Württemberg in Ko-Produktion mit Coronado Film. Im Juni 2020 feierte der Film seine Weltpremiere auf Nordamerikas größten Dokumentarfilmfestival, dem Hot Docs Canadian International Documentary Festival in Toronto, Kanada. Im Januar 2021 feiert der in München gedrehte Dokumentarfilm seine Deutschlandpremiere im Dokumentarfilmwettbewerb des 42. Filmfestival Max Ophüls Preis in Saarbrücken. Am 28. Oktober 2021 wurde der Film im „Junger Dokumentarfilm“-Programm des SWR ausgestrahlt.

## Handlung
Mein Vietnam folgt dem vietnamesischen Ehepaar Bay und Tam, die 1989 als „Boatpeople“ nach Deutschland gekommen sind. Abseits der deutschen Gesellschaft arbeiten sie in leeren Büroräumen als Putzkräfte. Durch Skype und Karaoke Chatrooms haben sie ihre eigene virtuelle Version von Vietnam in ihrer Münchner Wohnung geschaffen. Doch die Einschränkungen dieser Online-Blase zeigen sich als ihr Haus in Vietnam durch einen Sturm zerstört wird. Während Tam verzweifelt über Skype die Renovierungsarbeiten anleitet und es für ihn immer wichtiger wird nach Vietnam zurückzukehren, liegt Bays Zukunft klar in Deutschland. Doch als ihre ältere Schwester in Vietnam im Sterben liegt, muss auch Bay erkennen, dass der Versuch über das Internet den Kontakt zur Heimat zu wahren viele Schattenseiten birgt. Konfrontiert mit diesen Problemen müssen die beiden sich entscheiden, ob Deutschland oder Vietnam ihr richtiges Zuhause ist.

## Rezeption
Der Film erhielt zu seiner Weltpremiere auf dem Hot Docs Canadian International Documentary Festival lobende Erwähnungen bei Kritikern. Vor allem wurde die Aktualität sowie die künstlerische Qualität des Films hervorgehoben. Der Film sei „an unexpectedly relatable film in the time of COVID-19“, schreibt Pat Mullen von Point of View Magazine. John Corrado von One Movie, Our Views schreibt, der Film, der im Stile des Cinema Verité gedreht ist, zeige auf sehr anschauliche Weise die Monotonie, Einsamkeit und Langeweile, die man erfährt, wenn man in einer Gesellschaft lebt von der man nicht wirklich ein Teil ist.
Auch im Rahmen der Nationalen Premiere beim Filmfestival Max Ophüls Preis 2021 fand der Film in der deutschen Presse Beachtung. So schreiben die Süddeutsche Zeitung der Film sei „berührend“ und schaffe es „nüchtern und gleichzeitig voller Mitgefühl über ein scheinbar unsichtbares Leben zu erzählen.“ Tobias Sunderdiek von der Neue Osnabrücker Zeitung nennt ihn einen „packenden Film“ und auch Andreas Körner von der Sächsische Zeitung sieht in dem Film die großen Themen wie Identität, Sprache, Sehnsucht, Familie und Entfremdung thematisiert. Auch im TV und Funk wurde der Film von Hien Mai und Tim Ellrich besprochen. Es berichteten das Bayrische Fernsehen beim Format Puzzle sowie Deutschlandfunk Kultur, wo ihn Sigrid Brinkmann vom Format Fazit einen „wirklich besonderen Film“ nennt.

## Festivals und Auszeichnungen
- Hot Docs Canadian International Documentary Festival 2020
  - Top 20 Audience Favorites
- Filmfestival Max Ophüls Preis 2021
  - Wettbewerb „Dokumentarfilm“
- Internationales Dokumentarfilmfestival München 2021
  - Student Award Special Jury Mention
- First Steps Award 2021
  - Preisträger „Bester Dokumentarfilm“
- Sehsüchte Filmfestival 2021
  - Preisträger „Bester Dokumentarfilm“

## Belege
1. ↑  Mein Vietnam. Abgerufen am 6. Januar 2021.
2. ↑  Mein Vietnam. Abgerufen am 5. Januar 2021 (englisch).
3. ↑  Wettbewerb Dokumentarfilm. Filmfestival Max Ophüls Preis, archiviert vom Original (nicht mehr online verfügbar) am 3. Januar 2022; abgerufen am 6. Januar 2021.  Info: Der Archivlink wurde automatisch eingesetzt und noch nicht geprüft. Bitte prüfe Original- und Archivlink gemäß Anleitung und entferne dann diesen Hinweis.
4. ↑  Mein Vietnam. Abgerufen am 20. November 2021.
5. ↑  Mein Vietnam. Abgerufen am 6. Januar 2021.
6. ↑  Point of View Magazine: Hot Docs Review: ‘Mein Vietnam’ – Point of View Magazine. Abgerufen am 1. Februar 2021 (englisch).
7. ↑  Hot Docs Online Review: Mein Vietnam. In: One Movie, Our Views. 11. Juni 2020, abgerufen am 1. Februar 2021 (englisch).
8. ↑  Josef Grübl: München: Dokumentation "Mein Vietnam". Abgerufen am 1. Februar 2021.
9. ↑  Josef Grübl: München: Dokumentation "Mein Vietnam". Abgerufen am 1. Februar 2021.
10. ↑  Tobias Sunderdiek: Was ist Heimat? : Film "Mein Vietnam" des Osnabrückers Tim Ellrich feiert Deutschlandpremiere. Abgerufen am 1. Februar 2021.
11. ↑  Ein Dresdner mit Leidenschaft für den Film. Abgerufen am 1. Februar 2021.
12. ↑  Bayerischer Rundfunk Micha Paul: Dokumentarfilm: Mein Vietnam. 25. Januar 2021 (br.de [abgerufen am 28. Januar 2021]).
13. ↑  Deutschlandfunk Kultur: Asiatische Diaspora in Deutschland: Der Dokumentarfilm "Mein Vietnam" - Fazit - Kultur vom Tage. Abgerufen am 28. Januar 2021.